# Isaak Samuel Reggio

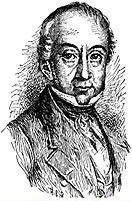
Isaak Samuel Reggio

Isaak Samuel Reggio (Akronym Jaschar; * 15. August 1784 in Görz; † 29. August 1855 in Görz) war ein italienischer Rabbiner und Aufklärer.

## Leben
Isaak Reggio studierte Hebräisch und Rabbinertum bei seinem Vater Abraham Vita, dem späteren Rabbiner von Görz, und erfuhr gleichzeitig auf dem Gymnasium eine weltliche Ausbildung. 
Sein Vater legte großen Wert auf die religiöse Ausbildung seines Sohnes, der sich als sehr begabt erwies. Er beherrschte außer seiner italienischen Muttersprache Deutsch, Französisch und Latein sowie mehrere semitische Sprachen.
Im Jahr 1802 veröffentlichte er einen Aufsatz in der Neuwieder Zeitung, in dem er ein kompliziertes mathematisches Problem löste, was ihm auch eine Anerkennung als Mathematiker einbrachte.
Im Jahr 1803 ging Reggio nach Triest, wo er zunächst als Hauslehrer bei einer wohlhabenden Familie arbeitete. Er wurde dort ein Freund von Mordecai Isaak de Cologna.
1807 kehrte er nach Görz zurück und heiratete die Tochter eines reichen Mannes. Er ließ sich in Görz nieder, um sich seinen Studien zu widmen. Als Illyrien im Jahr 1810 französisch wurde, ernannte ihn der französische Gouverneur zum Professor am Lyceum. Als Illyrien drei Jahre später österreichisch wurde, musste er aufgrund der antijüdischen Gesetze diese Position wieder aufgeben.
Er widmete sich wieder ganz dem Bücherstudium und machte sich einen Namen als religiöser Philosoph. 
Als im Jahr 1822 ein kaiserlicher Erlass bestimmte, dass niemand Rabbiner werden dürfe, ohne einen Abschluss in Philosophie zu haben, veröffentlichte Reggio in Venedig einen Aufruf zur Gründung eines Rabbinerseminars. Daraufhin wurde 1829 in Padua das Collegio Rabbinico gegründet, für das er die Statuten und das Ausbildungsprogramm erstellte.
Reggio übersetzte u. a. die Bibel ins Italienische und schrieb einen Kommentar dazu. Als Gegner der Kasuistik war er gegen haggadische Bibelinterpretationen und das pilpulistische Talmudstudium. Er wurde von vielen deutschen Rabbinern wegen seiner liberalen Ansichten angegriffen; selbst sein Vater stimmte mit vielen seiner Ansichten nicht überein.